# IHeartRadio Music Awards de 2024
O iHeartRadio Music Awards de 2024 foi realizado no Dolby Theatre, em Los Angeles, Califórnia, nos Estados Unidos, em 1 de abril de 2024, para homenagear os artistas e canções mais reproduzidas nas estações de rádio e no aplicativo do iHeartRadio ao longo de 2023. Transmitida pela Fox, a cerimônia foi apresentada pelo rapper Ludacris.
As indicações foram anunciadas em 18 de janeiro de 2024; Taylor Swift liderou com nove indicações. Cher foi homenageada com o Prêmio Ícone, enquanto Beyoncé recebeu o Prêmio Inovador.

## Apresentações
Os artistas foram anunciados em 21 de março de 2024.
| Artista(s)               | Canção(ões)                                                                      | Apresentado(s) por         |
| ------------------------ | -------------------------------------------------------------------------------- | -------------------------- |
| Justin Timberlake        | "Selfish" "No Angels"                                                            | —                          |
| Green Day                | "Bobby Sox" "Basket Case"                                                        | Avril Lavigne              |
| Tate McRae               | "Greedy" "Exes"                                                                  | Ludacris                   |
| Jelly Roll Lainey Wilson | "Save Me"                                                                        | Shinedown                  |
| TLC Latto                | "No Scrubs" (TLC) "Waterfalls" (TLC e Latto)                                     | Peso Pluma GloRilla        |
| Jennifer Hudson Cher     | "If I Could Turn Back Time" (Jennifer Hudson) "Believe" (Jennifer Hudson e Cher) | Meryl Streep               |
| Ludacris T-Pain          | "Yeah!" All I Do Is Win" "Move Bitch"                                            | Vella Lovell Ravi V. Patel |

Notas
1. ↑  Brent Smith, Barry Kerch, e Zach Myers. Eric Bass não compareceu.

## Vencedores e indicados
O iHeartRadio anunciou os indicados em 18 de janeiro de 2024. Taylor Swift liderou com nove indicações, seguida por Jelly Roll, 21 Savage e SZA com oito cada, enquanto Olivia Rodrigo recebeu sete indicações. Cher foi homenageada com o Prêmio Ícone por suas "contribuições inigualáveis para a música e a cultura pop ao longo de mais de sete décadas". Beyoncé foi homenageada com o Prêmio Inovador por ser um "ícone cultural global" que tem assumido "riscos criativos, transformado sua música com sucesso e influenciado a cultura pop". Green Day e TLC receberam o Prêmio Marco.
Os vencedores estão listados em primeiro e destacados em negrito.
| Canção do Ano (apresentado por Katy Perry) | Artista do Ano (apresentado por Lance Bass e AJ McLean) |
| --- | --- |
| - "Kill Bill" – SZA - "Vampire" – Olivia Rodrigo - "Paint the Town Red" – Doja Cat - "Calm Down" – Rema e Selena Gomez - "Fast Car" – Luke Combs - "Creepin'" – Metro Boomin com part. de The Weeknd e 21 Savage - "Cruel Summer" – Taylor Swift - "Last Night" – Morgan Wallen - "Flowers" – Miley Cyrus - "Dance the Night" – Dua Lipa                                                                             | - Taylor Swift - Drake - Jelly Roll - Luke Combs - Miley Cyrus - Morgan Wallen - Olivia Rodrigo - Shakira - SZA - Usher |
| Dupla/Grupo do Ano | Melhor Colaboração |
| - OneRepublic - (G)I-dle - Blink-182 - Dan + Shay - Fall Out Boy - Foo Fighters - Jonas Brothers - Måneskin - Paramore - Parmalee | - "Calm Down" – Rema e Selena Gomez - "All My Life" – Lil Durk com part. de J. Cole - "Barbie World" – Nicki Minaj e Ice Spice com part. de Aqua - "Boy's a Liar, Pt. 2" – PinkPantheress e Ice Spice - "Creepin'" – Metro Boomin com part. de The Weeknd e 21 Savage - "Good Good" – Usher, Summer Walker e 21 Savage - "Rich Flex" – Drake e 21 Savage - "Thank God" – Kane Brown e Katelyn Brown - "Tomorrow 2" – GloRilla com part. de Cardi B - "TQG" – Karol G e Shakira |
| Artista de Pop do Ano | Canção de Pop do Ano |
| - Taylor Swift - Doja Cat - Miley Cyrus - Olivia Rodrigo - SZA | - "Flowers" – Miley Cyrus - "Calm Down" – Rema e Selena Gomez - "Cruel Summer" – Taylor Swift - "Kill Bill" – SZA - "Vampire" – Olivia Rodrigo |
| Artista Revelação de Pop (apresentado por Shinedown) | Canção de Country do Ano |
| - Jelly Roll - David Kushner - Doechii - Rema - Stephen Sanchez | - "Heart Like a Truck" – Lainey Wilson - "Fast Car" – Luke Combs - "Last Night" – Morgan Wallen - "Rock and a Hard Place" – Bailey Zimmerman - "Thank God" – Kane Brown e Katelyn Brown |
| Artista de Country do Ano | Revelação de Country (apresentado porShinedown) |
| - Morgan Wallen - Jason Aldean - Jelly Roll - Lainey Wilson - Luke Combs | - Jelly Roll - Corey Kent - Jackson Dean - Megan Moroney - Nate Smith |
| Artista de Afrobeats do Ano | Canção de Hip-Hop do Ano |
| - Burna Boy - Rema - Tems - Tyla - Wizkid | - "All My Life" – Lil Durk com part. de J. Cole - "FukUMean" – Gunna - "Just Wanna Rock" – Lil Uzi Vert - "Rich Flex" – Drake e 21 Savage - "Tomorrow 2" – GloRilla com part. de Cardi B |
| Artista de Hip-Hop do Ano | Revelação de Hip-Hop (apresentado por Niecy Nash) |
| - Drake - 21 Savage - Future - Gunna - Lil Durk | - Ice Spice - Doechii - Lola Brooke - Sexyy Red - Young Nudy |
| Canção de R&B do Ano (apresentado por Meghan Trainor e T-Pain) | Artista de R&B do Ano (apresentado por Meghan Trainor e T-Pain) |
| - "Snooze" – SZA - "Creepin'" – Metro Boomin com part. de The Weeknd e 21 Savage - "Cuff It" – Beyoncé - "Good Good" – Usher, Summer Walker e 21 Savage - "On My Mama" – Victoria Monét | - SZA - Beyoncé - Brent Faiyaz - Chris Brown - Usher |
| Revelação de R&B | Canção Alternativa do Ano |
| - Victoria Monét - Coco Jones - Fridayy - Kenya Vaun - October London | - "One More Time" – Blink-182 - "Lost" – Linkin Park - "Love from the Other Side" – Fall Out Boy - "Rescued" – Foo Fighters - "This Is Why" – Paramore |
| Artista Alternativo do Ano (apresentado por Jared Leto) | Artista Revelação (Alternativo e Rock) |
| - Fall Out Boy - Blink-182 - Foo Fighters - Green Day - Paramore | - Noah Kahan - Bad Omens - Hardy - Jelly Roll - Lovejoy |
| Canção de Rock do Ano | Artista de Rock do Ano |
| - "Lost" – Linkin Park - "72 Seasons" – Metallica - "Dead Don't Die" – Shinedown - "Need a Favor" – Jelly Roll - "Rescued" – Foo Fighters | - Foo Fighters - Disturbed - Jelly Roll - Metallica - Shinedown |
| Canção de Dance do Ano | Artista de Dance do Ano |
| - "Strangers" – Kenya Grace - "10:35" – Tiësto ft. Tate McRae - "Baby Don't Hurt Me" – David Guetta, Anne-Marie e Coi Leray - "Padam Padam" – Kylie Minogue - "Praising You" – Rita Ora com part. de Fatboy Slim | - Tiësto - Anabel Englund - David Guetta - Illenium - Kylie Minogue |
| Canção de Pop Latino/Reggaeton do Ano | Artista de Pop Latino/Reggaeton do Ano |
| - "Shakira: Bzrp Music Sessions, Vol. 53" – Shakira e Bizarrap - "La Bachata" – Manuel Turizo - "La Bebé (Remix)" – Yng Lvcas e Peso Pluma - "Lala" – Myke Towers - "TQG" – Karol G e Shakira | - Karol G - Bad Bunny - Feid - Manuel Turizo - Shakira |
| Revelação de Música Latina | Canção Regional Mexicana do Ano |
| - Young Miko - Bad Gyal - GALE - Mora - Yng Lvcas | - "Ella Baila Sola" – Eslabon Armado e Peso Pluma - "Bebe Dame" – Fuerza Regida e Grupo Frontera - "Indispensable" – Carin León - "Qué Onda Perdida" – Grupo Firme com part. de Gerardo Coronel - "Que Vuelvas" – Carin León e Grupo Frontera |
| Artista Regional Mexicano do Ano | Artista de K-Pop do Ano |
| - Peso Pluma - Calibre 50 - Carín León - El Fantasma - Grupo Frontera | - Jungkook - (G)I-dle - NCT Dream - Seventeen - Stray Kids |
| Canção de K-Pop do Ano | Revelação de K-Pop |
| - "Cupid (Twin Version)" – Fifty Fifty - "Bouncy (K-Hot Chilli Peppers)" – Ateez - "S-Class" – Stray Kids - "Seven" – Jungkook com part. de Latto - "Super Shy" – NewJeans | - NewJeans - BoyNextDoor - Riize - Xikers - Zerobaseone |
| Melhor Letra | Produtor do Ano |
| - "Is It Over Now?" – Taylor Swift - "Dial Drunk" – Noah Kahan - "Flowers" – Miley Cyrus - "Greedy" – Tate McRae - "Houdini" – Dua Lipa - "Last Night" – Morgan Wallen - "Lovin on Me" – Jack Harlow - "Nonsense" – Sabrina Carpenter - "Paint the Town Red" – Doja Cat - "Vampire" – Olivia Rodrigo - "Water" – Tyla - "What Was I Made For?" – Billie Eilish                                                       | - Jack Antonoff - Carter Lang - Dan Nigro - Kid Harpoon - Rob Bisel |
| Compositor do Ano | Favorito na Tela |
| - Ashley Gorley - Aldae - J Kash - Jack Antonoff - Michael Ross Pollack | - J-hope IN THE BOX – J-Hope - Love to Love You, Donna Summer – Donna Summer - Louis Tomlinson: All of Those Voices – Louis Tomlinson - Prince: The Final Secret – Prince - Renaissance: A Film by Beyoncé – Beyoncé - Save Me – Jelly Roll - Taylor Swift: The Eras Tour – Taylor Swift - TLC Forever – TLC |
| Melhor Videoclipe | Melhores Fãs |
| - "Seven" – Jungkook com part. de Latto - "3D" – Jungkook com part. de Jack Harlow - "Dance the Night" – Dua Lipa - "Flower" – Jisoo - "Flowers" – Miley Cyrus - "I'm Good (Blue)" – Bebe Rexha e David Guetta - "Kill Bill" – SZA - "La Bebé (Remix)" – Yng Lvcas e Peso Pluma - "Paint the Town Red" – Doja Cat - "TQG" – Karol G e Shakira - "Vampire" – Olivia Rodrigo - "What Was I Made For?" – Billie Eilish  | - BTS Army - Agnation - ATINY - Barbz - Beyhive - Harries - Livies - Louies - Niallers - Rushers - Selenators - Swifties |
| Prêmio Estrela Social | Melhor Fotógrafo de Turnê |
| - Gracie Abrams - Alex Warren - David Kushner - Flyana Boss - Jessie Murph - Megan Moroney - Natalie Jane - Noah Kahan | - Louis Tomlinson – Joshua Halling - 5 Seconds of Summer – Ryan Fleming - Adele – Ravie B - Beyoncé – Mason Poole - Charlie Puth – Carianne Older - Coldplay – Anna Lee - Jonas Brothers – Cynthia Parkhurst - Kelsea Ballerini – Catherine Powell - MisterWives – Matty Vogel - Morgan Wallen – David Lehr - Sabrina Carpenter – Alfredo Flores - Shinedown – Sanjay Parikh                                                                                                   |
| Canção do TikTok do Ano | Estilo de Turnê Favorito |
| - "Cruel Summer" – Taylor Swift - "Boy's a Liar, Pt. 2" – PinkPantheress e Ice Spice - "Collide (Sped Up Remix)" – Justine Skye - "Cupid (Twin Version)" – Fifty Fifty - "Daylight" – David Kushner - "Her Way (Sped Up)" – PartyNextDoor - "If We Ever Broke Up" – Mae Stephens - "Paint the Town Red" – Doja Cat - "Water" – Tyla - "What It Is (Solo Version)" – Doechii - "What Was I Made For?" – Billie Eilish | - Taylor Swift - Beyoncé - Carrie Underwood - Doja Cat - Elton John - Harry Styles - Jonas Brothers - Madonna - Måneskin - Sabrina Carpenter - Shania Twain - SZA |
| Álbum de Estreia Favorito | Turnê do Ano |
| - Layover – V - Golden – Jungkook - In Pieces – Chloe Bailey - Lucky – Megan Moroney - Mirror – Lauren Spencer-Smith - My 21st Century Blues – Raye - Religiously – Bailey Zimmerman - Snow Angel – Reneé Rapp - Tyler Hubbard – Tyler Hubbard | The Eras Tour – Taylor Swift |
| Álbum do Ano (por gênero) | Prêmio iHeartRadio Inovador (apresentado por Stevie Wonder) |
| - Alternativo: The Record – Boygenius - Country: One Thing at a Time – Morgan Wallen - Hip Hop: Heroes & Villains – Metro Boomin - Pop: Guts – Olivia Rodrigo - Pop Latino/Urbano: Mañana Será Bonito – Karol G - R&B: SOS – SZA (apresentado por Meghan Trainor e T-Pain) - Rock: 72 Seasons – Metallica | Beyoncé |
| Prêmio iHeartRadio Marco (apresentado por Avril Lavigne) | Prêmio iHeartRadio Marco (apresentado por Peso Pluma e GloRilla) |
| Green Day | TLC |
| Prêmio iHeartRadio Ícone (apresentado por Meryl Streep) | |
| Cher | |

Notas
1. 1 2  Brent Smith, Barry Kerch, e Zach Myers. Eric Bass não compareceu.
2. 1 2 3 4 5 6 7 8  Votado pelos fãs.